# St. Remigius (Tettingen-Butzdorf)

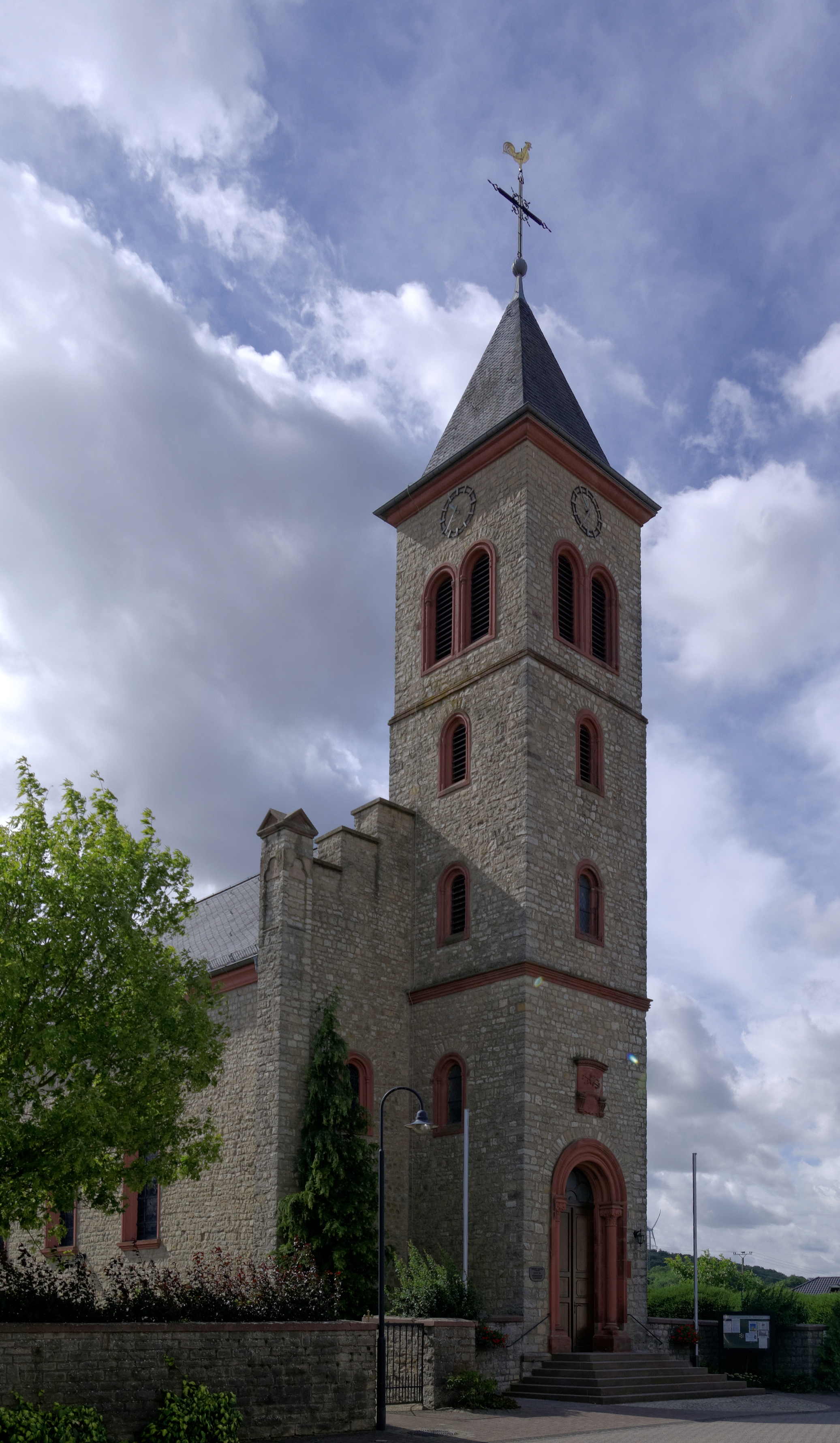
Die katholische Pfarrkirche St. Remigius in Tettingen-Butzdorf

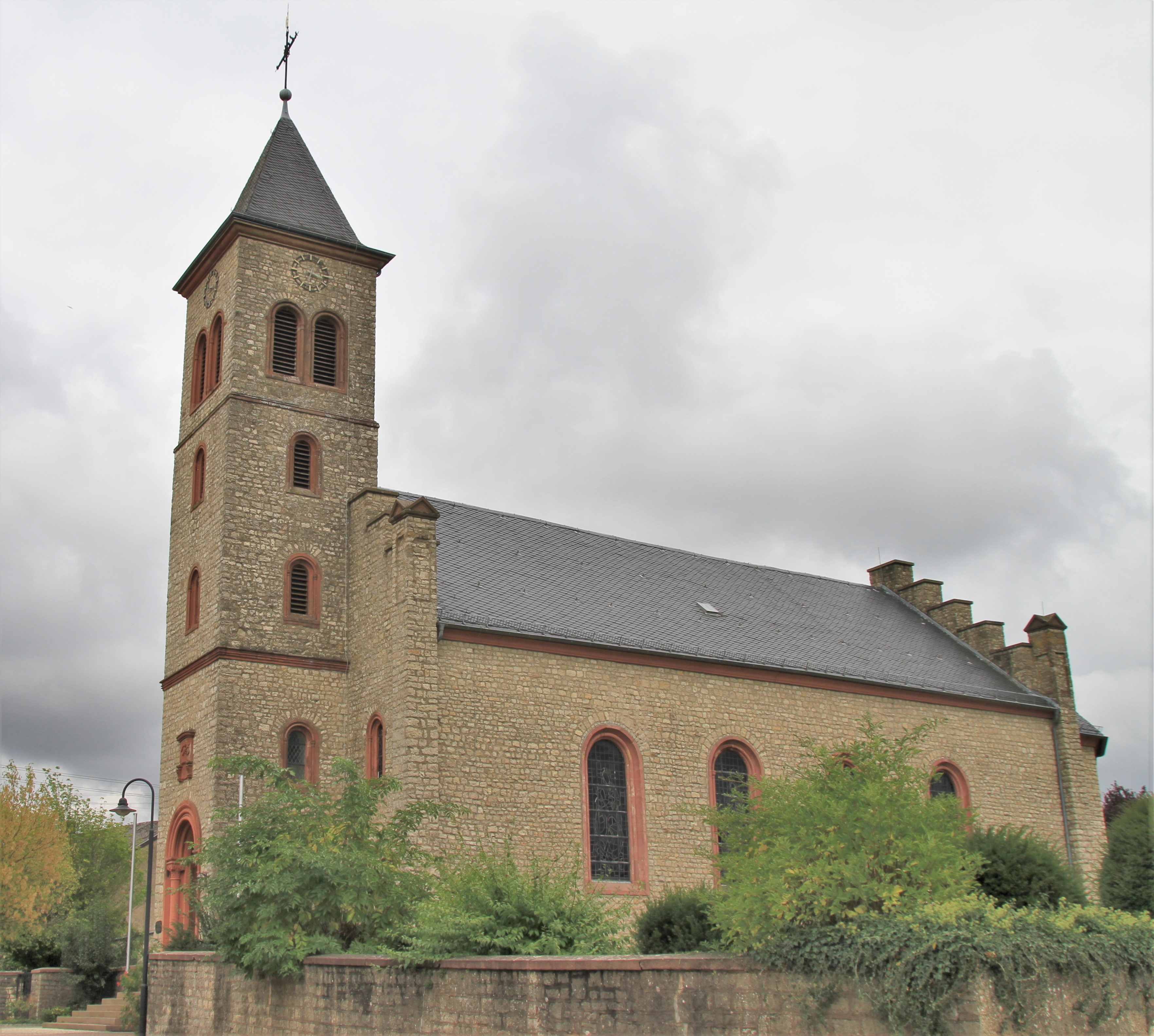
Weitere Ansicht der Kirche

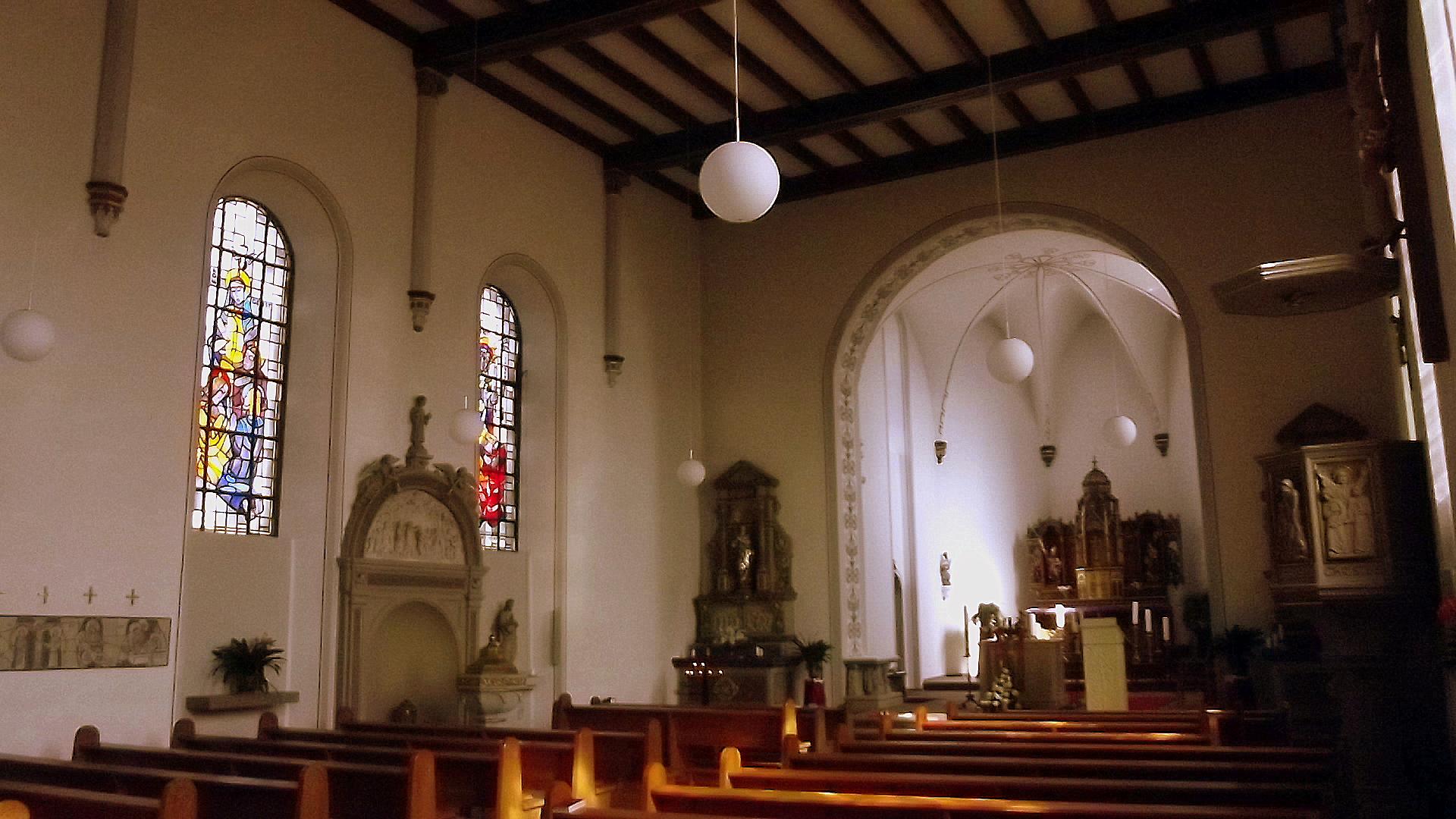
Blick ins Innere der Kirche

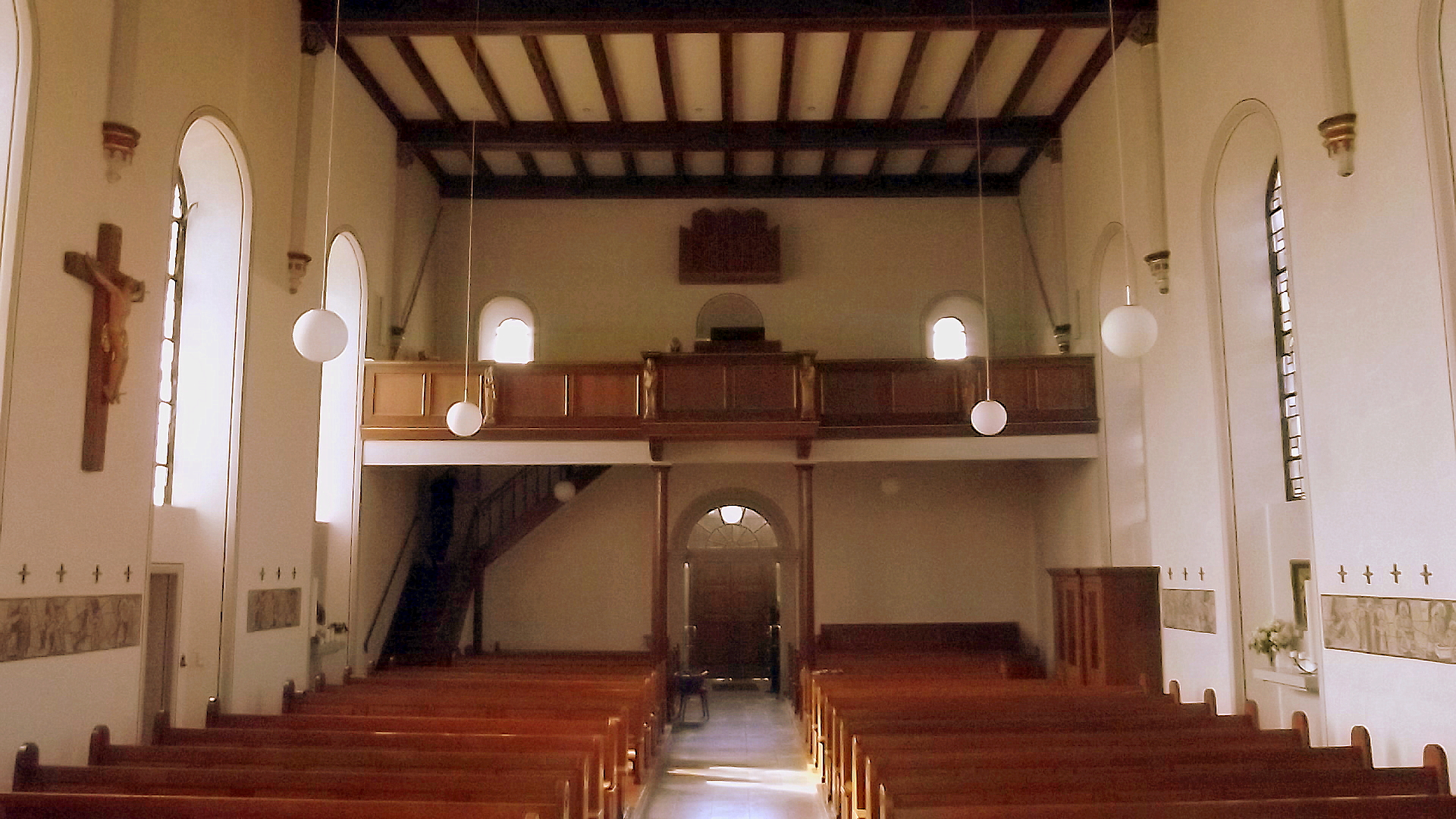
Blick zur Empore

Die Kirche St. Remigius ist eine römisch-katholische Pfarrkirche in Tettingen-Butzdorf, einem Ortsteil der Gemeinde Perl, Landkreis Merzig-Wadern, Saarland. Die Kirche trägt das Patrozinium des heiligen Remigius und ist in der Denkmalliste des Saarlandes als Einzeldenkmal aufgeführt.

## Geschichte
In der Taxa generalis subsidiorum cleri Trevirensis, einem Verzeichnis kirchlichen Besitzes (Klöster, Kirchen etc.) des Erzbistums Trier, von 1330 wurde eine Kirche in Tettingen erwähnt. Die erste urkundliche Erwähnung einer dem heiligen Remigius gewidmeten Pfarrkirche in Tettingen fand sich in einem Visitationsbericht des Landkapitels Perl aus dem Jahr 1569. Aufgrund von Baufälligkeit wurde die Kirche im Jahr 1680 durch einen Neubau an gleicher Stelle ersetzt.
Im Jahr 1851 erfolgte der Bau einer neuen Kirche an der Straße von Sinz nach Perl am Ortsrand von Tettingen. Die Pläne hierfür legte Dombaumeister Josef Weis (Trier) vor.
Im Zweiten Weltkrieg verlief 1944 die Kriegsfront bei der Kirche, sodass Artilleriegeschosse die Hälfte des Kirchturms zum Einsturz brachten, sowie Dach, Fenster und Inneneinrichtung zerstört wurden. In den Jahren nach dem Krieg wurde die Kirche wieder in Stand gesetzt und in den Jahren 1951 bis 1952 eingehenden Restaurierungs- und Umbaumaßnahmen unterzogen, wobei eine Balkenflachdecke eingebaut wurde. Eine erneute Restaurierung erfolgte im Jahr 1991.

## Ausstattung
Zur Ausstattung der Kirche gehört eine ca. 1950 angefertigte ein Meter hohe Kanzel mit Holzreliefs, die Bibelszenen zeigen, 33 Kirchenbänke, entstanden um 1960, mit figürlich geschnitzten Kreisen an der Flurseite, ein mit Figuren geschmücktes Emporengeländer von ca. 1960, ein Mosaik mit der Darstellung von Fischen von 1965 an der Innenseite des Turmeingangs, das vergoldete 30 cm hohe Tabernakel von 1965 auf einem bearbeiteten Betonrohr, der 2007 in der Pfarrei St. Aldegund/Mosel erworbene Hochaltar, der steinerne Zelebrationsaltar von 2007, sowie der steinerne Ambo. Weitere Ausstattungsgegenstände sind fünf Alabasterreliefs des Bildhauers H. R. Hoffmann (Trier), die in die Seitenaltäre und den Taufstein eingearbeitet sind. Die Seiten- und Chorfenster zeigen Darstellungen des Lebens von Jesus und dem heiligen Remigius und wurden 1991 von der Firma Binsfeld (Trier) gefertigt.
Der Triumphbogen zwischen Langhaus und Altarraum wurde 1990 innenseitig bemalt. Auch die Kapitelle an den Seitenwänden wurden 1990 bemalt. Das 1991 angeschaffte Innenportal ist aus Glas und Messing gefertigt.
Am Ausgang Richtung Sinz befindet sich eine Kreuzkapelle, die ca. 1955 errichtet wurde.